# エチルコーポレーション
エチル コーポレーション(Ethyl Corporation)はゼネラルモーターズ(GM)が開発したアンチノック剤テトラエチル鉛の供給元として1924年にGMとスタンダード石油との合弁事業"エチル ガソリン コーポレーション"として発足。1942年、エチル コーポレーション。1962年、LBOで売却され、買収先の会社名となった。2004年、ニューマーケット コーポーレーションと会社名を変更し持ち株会社となり、同時に新たに子会社としてエチル コーポレーションを発足。現在にいたるまで燃料添加剤メーカーとして存続し、米国バージニア州リッチモンドに本社を置き、燃料添加剤の製造、混合、配給をおこなっている。2007年現在、エチルコーポレーションはテトラエチル鉛の直接生産はおこなっていない。実際の生産販売はライセンス契約に基づき英国企業イノスペックがおこなっており、衰退事業ではあるがそのライセンス料は現在でもエチルコーポレーションに高いキャッシュフローをもたらしている。

## テトラエチル鉛

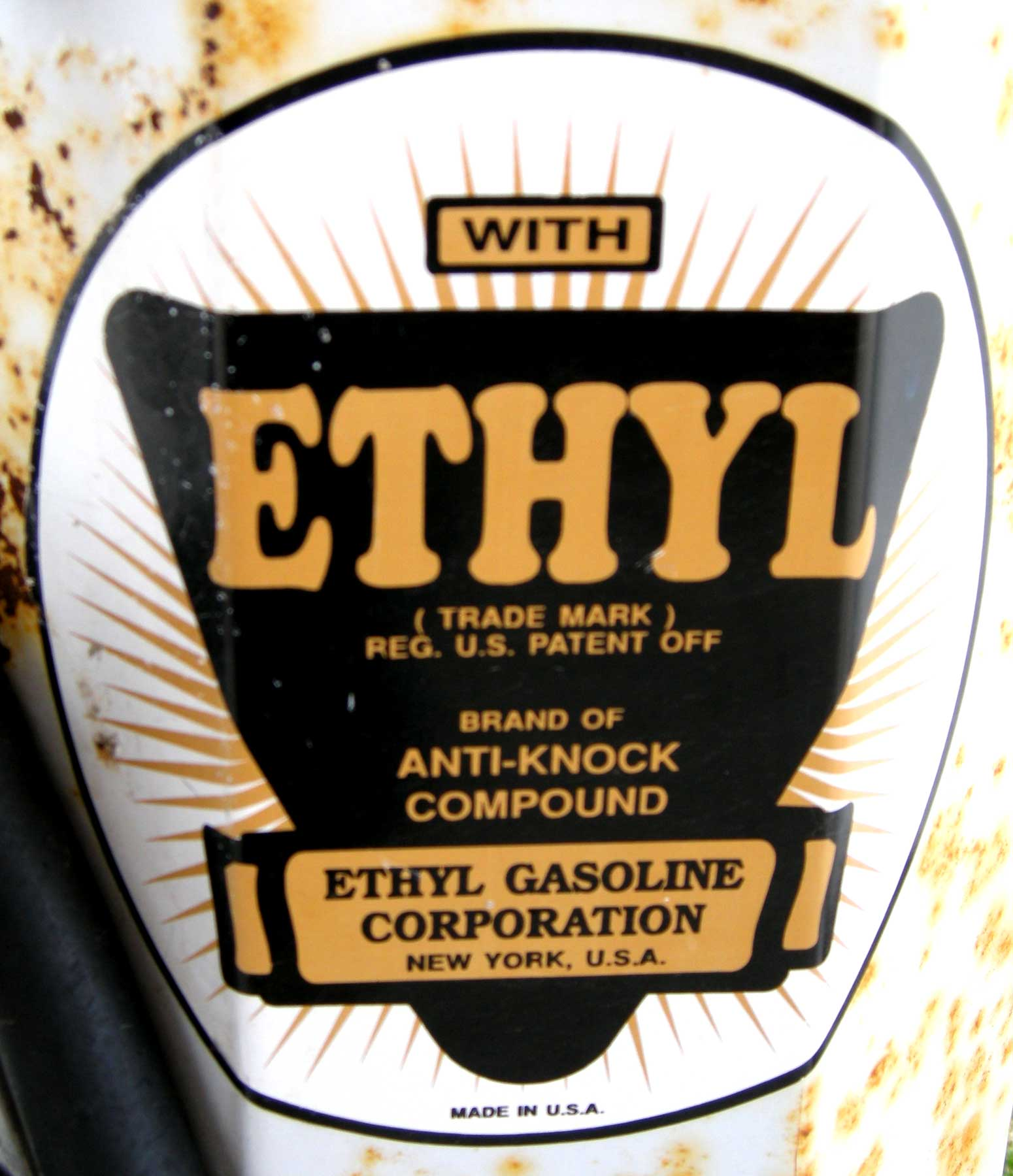
ガソリンポンプに貼り付けられた、テトラエチル鉛添加を示す表示

テトラエチル鉛は、ガソリンのアンチノック剤としての添加物として生産・使用されている。
米国では一般にTELと呼ばれており、「エチル」やTELという用語はLead（鉛）という言葉を避けるために用いられている。現在はエチルコーポレーションとのマーケティングおよび販売の契約に基づき英国に本社を置くイノスペック（旧オクテル コーポレーション）が提供している。イノスペックはテトラエチル鉛提供会社として最後に残った一社である。イノスペックでは現在、TELを「オクタン添加剤 (Octane Additives) 」と呼んでいる。
Great Lakes Chemicalから1997年に分離したオクテル コーポレーションが、2006年1月に社名を変更してイノスペックとなった。いまだ「オクテル」の方が通りがよい。イノスペックは2005年度$528百万米ドルの売上の企業で、23ヶ国に1,000人の従業員を擁する。イノスペックでは、現在でも有鉛ガソリンを必要としている国々に有鉛ガソリン供給を保障しつつ無鉛化への移行を支援しているとしている。TEL販売は182百万米ドルで、ほとんどが開発途上国向けである。1970年代のTELは2億米ドル市場だった。売上の2/3は無鉛ガソリン系やスペシャルティケミカルの商品で、鉛製品はすでに衰退期と認識し、社名も鉛を連想させるOctelから変更された。1997年の分離時には5つあったTEL工場も現在は1つになった。しかし利益に対する貢献はいまだ高く、イノスペックでは売上高総利益率50%に上る。
テトラエチル鉛は、鉛汚染による土壌汚染、大気汚染、水質汚濁の主要原因とされており、人体にも非常に有害である。鉛汚染は過去1世紀で625%以上に増加しているが、その主要原因はテトラエチル鉛を含んだ有鉛ガソリンによる汚染である。エチル コーポレーションは過去にはガソリンからのテトラエチル鉛による過度な危険性を否定していた。しかし一方で、テトラエチル鉛は現時点においてもアンチノック材としての効果は高く最も安価である。しかし有鉛ガソリンではガソリン車の排気ガス浄化のための三元触媒が使えないため、環境問題に取り組む国々では有鉛ガソリンの自動車使用が規制されているが、そのような国々でも自動車以外での使用が認められているところも多い。
テトラエチル鉛は「エチルフルード (Ethyl Fluid) 」としてガソリンに混合され供給された。エチルフルードとはテトラエチル鉛と抗鉛化物質である1,2-ジブロモエタンや1,2-ジクロロエタンを混合したものである。清掃など他の用途でガソリンが使用される場合に、容易に判別でき誤用を避けるため、エチルフルードには添加を判別するための着色がなされていた。
- テトラエチル鉛 (Tetraethyl lead)：61.45%
- 1,2-ジブロモエタン (ethylene dibromide)：17.85%
- 1,2-ジクロロエタン (ethylene dichloride)：18.80%
- 不活性物および染料 (Inerts & Dye)：1.90%

## 歴史

### ゼネラルモーターズ
ゼネラルモーターズ(GM)の研究子会社となっていたデイトン・リサーチ・ラボラトリーで1921年12月に、テトラエチル鉛をガソリンに添加するとエンジンがノッキングを起こさなくなることをチャールズ・ケタリングとトマス・ミジリーが発見。GMはデュポンとガソリン添加剤としてのテトラエチル鉛の産業化を検討し、1923年4月、ゼネラルモーターズ・ケミカル・カンパニー (General Motors Chemical Company) を設立した。しかし、準備期間に工場で複数の死者が発生し、デュポンは手を引き、その後、GMは、ロックフェラーのスタンダード石油と組む。1923年9月、スタンダードオブインディアナ（Amoco(American Oil Company)を経て現在BP）とエチルガソリンを大規模に販売。これが成功したので、1924年、スタンダードオブニュージャージー(現在のエクソンモービル)と組み、エチル ガソリン コーポレーション (Ethyl Gasoline Corporation) を設立。、ノッキングしないこのガソリンは、エチルガソリンという名前で世界中のガソリン販売業者を通じて販売された。1942年、エチルコーポレーションと社名変更。

### アルベマール
1962年に、リッチモンドのアルベマール ペーパー マニュファクチャリング カンパニーが2億米ドルを借金しながらエチル コーポレーションを購入した。エチル コーポレーションはアルベマールの13倍の規模だった。アルベマールは社名をエチル コーポレーションと変更。現在ではゼネラルモーターズはテトラエチル鉛から将来生じるであろう責任を考慮して分離を考えていたと一般に考えられている。1962年のこの取引は当時では過去最大のレバレッジド バイアウトだった。
エチル コーポレーションは1970年代から1980年代にかけては拡大方針を採り続けたが、自動車業界が無鉛ガソリンへと向かうに従い、テトラエチル鉛の市場は徐々に減少し、1980年後半には部門を切り離す（スピンオフ）するようになった。アルミニウム、プラスチック、エネルギーの各部門は1989年にトレデガー インダストリーズ(Tredegar Industries)として分離。1993年には、生命保険子会社をファースト コロニー ライフ(First Colony Life)とし、1994年には、特殊化学事業を独立企業アルベマール コーポレーションとし株式公開した。
2004年、エチル コーポレーションはニューマーケット コーポーレーション(NewMarket Corporation)と社名を変更し持ち株会社となり、新たに傘下に、アフトン ケミカル コーポレーション(Afton Chemical Corporation)とエチル コーポレーションの2社を設立。アフトン ケミカル コーポレーションは潤滑、燃料添加材の製造メーカーとして、新たなエチル コーポレーションはテトラエチル鉛も含め、燃料添加剤のメーカーおよび配給元とし、それぞれ得意分野を絞った展開をおこなうようになった。
日本では、エチル ジャパンとして活動していたが、ニューマーケット創設にあたり、2004年7月1日からアフトンケミカル ジャパン（東京都千代田区）として業務を継続している。茨城県つくば市にテクニカルセンターを置く。
この、有鉛ガソリンは1960年代に環境問題となり、1970年、1977年、1990年のクリーンエアアクト(Clean Air Extension Act)にもかかわらず、いまだテトラエチル鉛の製造はおこなわれている。

## 注記および参照
1. ↑  Innospec
2. 1 2  http://www.newmarket.com/About+NewMarket/Our+History.htm